# ATP6V0D2
ATP6V0D2‏ (ATPase H+ transporting V0 subunit d2) هوَ بروتين يُشَفر بواسطة جين ATP6V0D2 في الإنسان. وهو جزء من مضخات البروتون في الأغشية البلازمية للخلايا الناقضة للعظم ويساعد في الحموضة خارج الخلية في الارتشاف العظمي.